# Batía
En la  mitología griega Batía (en griego antiguo Βάτεια/Báteia), también llamada Bateia, era hija o (menos comúnmente) la tía del rey Teucro, que gobernaba a la tribu conocida como teucros.  
Batía se casó con el rey Dárdano, hijo de Zeus y de Electra, a quien Teucro nombró su heredero. Con Dárdano, Batía fue la madre de Ilo, Erictonio, Zacinto e Ideo. 
Batía dio su nombre a una colina de la Tróade, mencionada en la Ilíada.
Los teucros habitaban el área del noreste de Asia Menor más tarde llamada Tróade. Teucros se les llama también a los troyanos.  
Algunos mitos griegos dan el nombre de Arisbe, hija de Teucro, a la mujer de Dárdano, aunque hay casi unanimidad en que son la misma persona.